# Departamento Loncopué
Loncopué es un departamento en la provincia del Neuquén (Argentina). Según el censo de 2022 tenía una población de 7761 habitantes.

## Límites
El departamento limita al norte con los departamentos de Pehuenches y Ñorquin, al este con el departamento Añelo, al sur con el departamento Picunches y al oeste con la República de Chile.

## Demografía
Según el censo 2010 tuvo 6925 habitantes.
El censo argentino de 2022 reportó 7698 habitantes.Esto representó un crecimiento del 11.2%.

## Localidades[6]
- Loncopué
- Chorriaca

## Parajes
- Las Toscas
- Coihueco
- Cajón de Almanza